# Wachregiment „Friedrich Engels“
Das Wachregiment „Friedrich Engels“, auch Wachregiment 1 (WR-1), war ein Regiment der Nationalen Volksarmee der DDR.

## Geschichte
Das Wachregiment wurde 1962 aus Teilen des Wachregimentes Hugo Eberlein aufgestellt. Die Benennung nach Friedrich Engels erfolgte 1980 mit entsprechender Änderung der Inschrift auf den Ärmelstreifen. Als Hauptquartier wurde die bereits Ende des 19. Jahrhunderts errichtete Kaserne für das Kaiser Alexander Garde-Grenadier-Regiment Nr. 1 (Am Kupfergraben 1–3 im Stadtbezirk Berlin-Mitte) gewählt.
Die Stationierung des Wachregiments in Berlin widersprach dem Viermächte-Status der Alliierten, nach dem nur Truppen der Sowjetunion, der USA, Großbritanniens und Frankreichs in der Stadt stationiert werden durften. Daher war das Regiment formal dem sowjetischen Stadtkommandanten unterstellt.
Mit der Auflösung der NVA im Jahr 1990 wurde das Bundeswehrkommando Ost Rechtsnachfolger. Die Kaserne in der historischen Mitte Berlins wurde umgebaut und gehört unter der Bezeichnung Museumshöfe zum Gebäudekomplex der Museumsinsel. Seit 2018 befindet sich hier auch das Pergamon-Panorama der Staatlichen Museen zu Berlin.

## Auftrag
Das Wachregiment „Friedrich Engels“ diente repräsentativen Zwecken und zur Bewachung diverser NVA-Objekte in Ost-Berlin, unter anderem der Stadtkommandantur, der Außenstelle des Ministeriums für Nationale Verteidigung (MfNV) und der Verwaltung Aufklärung des MfNV in Berlin-Köpenick.
Das Wachregiment hatte sieben Kompanien, die wiederum in Züge und Gruppen untergliedert waren.

### Ehrenkompanien
Die drei Ehrenkompanien dienten neben dem normalen Wachdienst in verschiedenen Objekten der NVA in Berlin auch protokollarischen Zwecken. Sie stellten beispielsweise die Ehrenformation zu offiziellen Staatsbesuchen, die Ehrenwache am Mahnmal für die Opfer des Faschismus und Militarismus in der Neuen Wache und zum Großen Wachaufzug, der wöchentlich am Mittwoch um 14:30 Uhr stattfand.

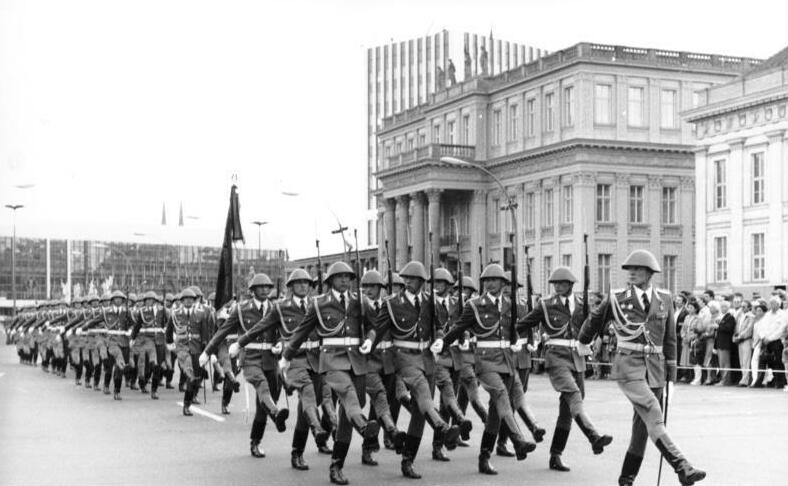
Großer Wachaufzug zum 40. Jahrestag der Befreiung

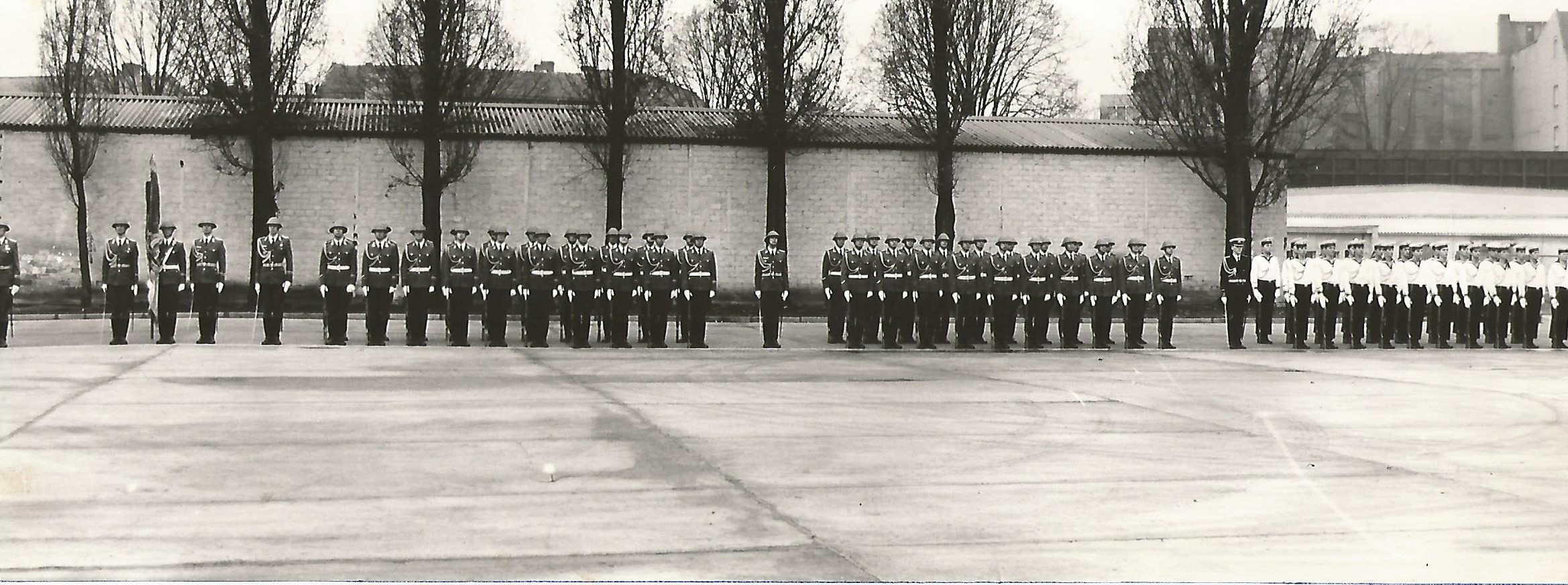
5. Kompanie des Wachregiments auf dem Hof der Kaserne am Kupfergraben (1982)

### Wachkompanien
Vier Kompanien, von denen drei größtenteils aus Wehrpflichtigen und eine aus Reservisten bestand, hatten Sicherungs- und Wachaufgaben.

## Unterstellung
Das Wachregiment war dem Ministerium für Nationale Verteidigung direkt unterstellt.

## Kommandeure
| Dienstgrad, Name      | Dienstzeit  |
| --------------------- | ----------- |
| Oberstleutnant Pagel  | 1963–1971   |
| Oberstleutnant Wölke  | 1971 – 1983 |
| Oberst Gierth         | 1983 – 1984 |
| Oberst Otto           | 1984–1989   |
| Oberstleutnant Franke | 1989–1990   |